# واژگان عربی در شاهنامه
شمار واژگان عربی در شاهنامه بسیار کم است. گفتهٔ مشهور ولی نادرست میان عوام این است که هیچ واژهٔ عربی‌ای در شاهنامهٔ فردوسی به کار برده نشده است. گرچه شاهنامه به پارسی سره نیست، پژوهش‌های آماری گویای آن است که بسامد واژه‌های بیگانه در شاهنامه بیشتر از حدود چهار درصد نیست. در شاهنامه حدود ۷۲۶ واژه عربی وجود دارد این کسر سخت اندک است. چنان‌که حجم مجموع آثار فارسی‌ای که کاربرد واژه‌های بیگانه در آن‌ها همانند شاهنامه از حدود پنج درصد بیشتر نیست، به حجم شاهنامه نمی‌رسد.
در اینکه فردوسی واژه‌های فارسی را بر عربی ترجیح می‌داده‌است، شکی نیست. این هم خاسته از موضوع کار شاعر بود و هم اینکه زمانهٔ فردوسی مناسبِ آن بود. به بیان دقیق‌تر بیشتر منابعی که فردوسی از آن‌ها بهره می‌برد، خود از کاربرد واژه‌های عربی خودداری می‌کردند. نگاهی گذرا به مقدمهٔ شاهنامهٔ ابومنصوری گویای آن است. از سوی دیگر در مواردی که منابع فردوسی خود نااصیل بوده‌اند و واژه‌های عربی در آن‌ها زیاد یافت می‌شد، واژه‌های عربی در شاهنامه هم فزونی می‌گیرند. نمونهٔ روشن آن اسکندرنامه است که در اصل روایتی غیرایرانی است و واژه‌های عربی در آن بسیار بیشتر از دیگر بخش‌های شاهنامه یافت می‌شود.
از مفردات عربی پرکاربرد در شاهنامه موارد زیر را می‌توان ذکر کرد: سنان، رکیب (=رکاب)، عنان، قطره، هزیمت، جوشن، سلیح (=سلاح)، منادی، قلب، نعره (معرب ناره)، مزیح (=مزاح)، نظاره، ثریا، نبات، حصار، سحاب، عقاب، برهان (معرب پروهان)، فلک، حمله، مبتلی، درج، صف، میمنه، درع، جاثلیق، صلیب (معرب چلیپا).
شاهنامه در این بیت از چهار واژه عربی استفاده می‌کند:
| قضا گفت: گیر و قدر گفت ده |  | فلک گفت: احسنت و مه گفت: زه |